# Campionati europei under 23 di atletica leggera 2009
Il VII Campionato europeo under 23 di atletica leggera si è disputato a Kaunas, in Lituania, dal 16 al 19 luglio 2009.

## Nazioni partecipanti
Tra parentesi, il numero di atleti partecipanti per nazione.
- Armenia (2)
- Austria (8)
- Azerbaigian (1)
- Belgio (17)
- Bielorussia (31)
- Bulgaria (9)
- Rep. Ceca (22)
- Cipro (9)
- Croazia (8)
- Danimarca (11)
- Estonia (15)

- Finlandia (36)
- Francia (72)
- Germania (59)

- Gran Bretagna (48)

- Grecia (22)

- Irlanda (14)
- Israele (6)
- Italia (56)
- Lettonia (23)
- Lituania (39)
- Lussemburgo (1)

- Macedonia (1)

- Malta (1)
- Moldavia (4)
- Monaco (1)
- Norvegia (15)
- Paesi Bassi (28)
- Polonia (67)
- Portogallo (16)
- Romania (28)
- Russia (61)

- San Marino (1)
- Serbia (3)
- Slovacchia (8)
- Slovenia (6)
- Spagna (50)
- Svezia (23)
- Svizzera (13)
- Turchia (16)
- Ucraina (28)
- Ungheria (22)

## Risultati
I risultati del campionato sono stati:

### Uomini
| Specialità | Oro                                                                                                   | Prestazione | Argento                                                                        | Prestazione | Bronzo                                                                                               | Prestazione |
| Corse piane | |             |                                                                                |             | |             |
| 100 metri | Harry Aikines-Aryeetey Gran Bretagna                                                                  | 10"15       | Leevan Yearwood Gran Bretagna                                                  | 10"26       | Rion Pierre Gran Bretagna                                                                            | 10"28       |
| 200 metri | Toby Sandeman Gran Bretagna                                                                           | 20"37       | Aleixo-Platini Menga Germania                                                  | 20"59       | Ihor Bodrov Ucraina                                                                                  | 20"61       |
| 400 metri | Yannick Fonsat Francia                                                                                | 45"68       | Nigel Levine Gran Bretagna                                                     | 45"78       | Jan Ciepiela Polonia                                                                                 | 45"81       |
| 800 metri | Adam Kszczot Polonia                                                                                  | 1'45"81     | Marcin Lewandowski Polonia                                                     | 1'46"52     | Robin Schembera Germania                                                                             | 1'46"63     |
| 1.500 metri | Ivan Tuchtačëv Russia                                                                                 | 3'51"19     | James Brewer Gran Bretagna                                                     | 3'51"33     | Jakub Holuša Rep. Ceca                                                                               | 3'51"46     |
| 5.000 metri | Mohamed Elbendir Spagna                                                                               | 13'55"10    | Noureddine Smaïl Francia                                                       | 13'59"23    | David McCarthy Irlanda                                                                               | 14'00"78    |
| 10.000 metri | Selim Bayrak Turchia                                                                                  | 29'47"15    | Andrea Lalli Italia                                                            | 29'49"80    | Dmytro Lašyn Ucraina                                                                                 | 30'08"44    |
| Corse a ostacoli | |             |                                                                                |             | |             |
| 3000 metri siepi | Aleksandr Pavel'ev Russia                                                                             | 8'40"55     | José Luis Galván Spagna                                                        | 8'41"53     | Krystian Zalewski Polonia                                                                            | 8'42"06     |
| 110 metri ostacoli | Artur Noga Polonia                                                                                    | 13"47       | Gianni Frankis Gran Bretagna                                                   | 13"57       | Callum Priestley Gran Bretagna                                                                       | 13"63       |
| 400 metri ostacoli | Lloyd Gumbs Gran Bretagna                                                                             | 49"62       | Stanislav Mel'nykov Ucraina                                                    | 49"88       | Vincent Vanryckeghem Belgio                                                                          | 49"90       |
| Corse su strada | |             |                                                                                |             | |             |
| 20 km marcia | Miguel Ángel López Spagna                                                                             | 1h22'23     | Dzjanis Simanovič Bielorussia                                                  | 1h22'57     | Matteo Giupponi Italia                                                                               | 1h23'00     |
| Staffette | |             |                                                                                |             | |             |
| Staffetta 4x100 m | Gran Bretagna Ryan Scott Toby Sandeman Rion Pierre Leevan Yearwood                                    | 39"09       | Francia Emmanuel Biron Mickael Arminana Pierre-Alexis Pessonneaux Teddy Tinmar | 39"26       | Polonia Kamil Kryński Artur Zaczek Olaf Paruzel Jakub Adamski                                        | 39"52       |
| Staffetta 4x400 m | Polonia Marcin Sobiech Jakub Krzewina Michał Pietrzak Jan Ciepiela Łukasz Krawczuk Sebastian Porządny | 3'03"74     | Italia Marco Vistalli Isalbet Juarez Domenico Fontana Matteo Galvan            | 3'03"79     | Francia Bruno Naprix Mame-Ibra Anne Yoann Décimus Yannick Fonsat Abdesslam Merabet Adrien Clemenceau | 3'04"06     |
| Salti | |             |                                                                                |             | |             |
| Salto in alto | Sylwester Bednarek Polonia                                                                            | 2,28 m      | Oleksandr Nartov Ucraina                                                       | 2,26 m      | Andrij Procenko Ucraina                                                                              | 2,24 m      |
| Salto con l'asta | Raphael Holzdeppe Germania                                                                            | 5,65 m      | Luke Cutts Gran Bretagna                                                       | 5,60 m      | Dimitrios Patsoukakis Grecia                                                                         | 5,55 m      |
| Salto in lungo | Janis Leitis Lettonia                                                                                 | 7,90 m      | Pavel Karavaev Russia                                                          | 7,86 m      | Mikko Kivinen Finlandia                                                                              | 7,85 m      |
| Salto triplo | Daniele Greco Italia                                                                                  | 17,20 m     | Živko Petkov Bulgaria                                                          | 16,81 m     | Aljaksandr Ljabedzka Bielorussia                                                                     | 16,80 m     |
| Lanci | |             |                                                                                |             | |             |
| Getto del peso | Valerij Kokoev Russia                                                                                 | 20,20 m     | Nick Petersen Danimarca                                                        | 18,94 m     | Mateusz Mikos Polonia                                                                                | 18,89 m     |
| Lancio del disco | Nikolaj Sedjuk Russia                                                                                 | 60,80 m     | Ivan Hryšyn Ucraina                                                            | 59,61 m     | Martin Wierig Germania                                                                               | 59,12 m     |
| Lancio del martello | Juryj Šajunoŭ Bielorussia                                                                             | 78,16 m     | Anatolij Pozdnjakov Russia                                                     | 72,42 m     | Alexander Ziegler Germania                                                                           | 72,32 m     |
| Lancio del giavellotto | Ari Mannio Finlandia                                                                                  | 84,57 m     | Petr Frydrych Rep. Ceca                                                        | 80,53 m     | Spiridon Lebesis Grecia                                                                              | 79,37 m     |
| Prove multiple | |             |                                                                                |             | |             |
| Decathlon | Eelco Sintnicolaas Paesi Bassi                                                                        | 8112 p.     | Mateo Sossah Francia                                                           | 7885 p.     | Mihail Dudaš Serbia                                                                                  | 7855 p.     |
| record mondiale; record mondiale stagionale; miglior prestazione mondiale under 23; miglior prestazione mondiale stagionale under 23; record europeo; miglior prestazione europea stagionale; miglior prestazione europea under 23; miglior prestazione europea stagionale under 23; record dei campionati; record nazionale; record nazionale under 23; record personale; record personale stagionale. | |             |                                                                                |             | |             |

### Donne
| Specialità | Oro                                                                                    | Prestazione | Argento                                                                             | Prestazione | Bronzo                                                                                     | Prestazione |
| Corse piane |                                                                                        |             |                                                                                     |             |                                                                                            |             |
| 100 metri | Lina Grincikaitė Lituania                                                              | 11"37       | Natalija Pohrebnjak Ucraina                                                         | 11"45       | Marika Popowicz Polonia                                                                    | 11"50       |
| 200 metri | Aleksandra Fedoriva Russia                                                             | 22"97       | Ewelina Ptak Polonia                                                                | 23"07       | Marika Popowicz Polonia                                                                    | 23"25       |
| 400 metri | Ksenija Ustalova Russia                                                                | 51"74       | Ksenija Zadorina Russia                                                             | 51"76       | Anna Sedova Russia                                                                         | 52"58       |
| 800 metri | Elena Kofanova Russia                                                                  | 1'58"94     | Natalija Lupu Ucraina                                                               | 2'01"08     | Agnieszka Leszczyńska Polonia                                                              | 2'01"53     |
| 1.500 metri | Sultan Haydar Turchia                                                                  | 4'14"12     | Kristina Chalajeva Russia                                                           | 4'14"78     | Elena Fesenko Russia                                                                       | 4'15"86     |
| 5.000 metri | Natal'ja Popkova Russia                                                                | 15'54"11    | Svjatlana Kudzelič Bielorussia                                                      | 16'03"85    | Emily Pidgeon Gran Bretagna                                                                | 16'04"71    |
| 10.000 metri | Natal'ja Popkova Russia                                                                | 33'37"31    | Zsofia Erdelyi Ungheria                                                             | 33'39"89    | Azra Eminović Serbia                                                                       | 33'47"19    |
| Corse a ostacoli |                                                                                        |             |                                                                                     |             |                                                                                            |             |
| 3000 metri siepi | Ancuţa Bobocel Romania                                                                 | 9'47"90     | Julia Hiller Germania                                                               | 9'57"44     | Susanne Lutz Germania                                                                      | 10'01"87    |
| 100 metri ostacoli | Christina Vukicevic Norvegia                                                           | 12"99       | Ekaterina Štepa Russia                                                              | 13"28       | Alina Talaj Bielorussia                                                                    | 13"30       |
| 400 metri ostacoli | Perri Shakes-Drayton Gran Bretagna                                                     | 55"26       | Eilidh Child Gran Bretagna                                                          | 55"32       | Dar'ja Korableva Russia                                                                    | 56"08       |
| Corse su strada |                                                                                        |             |                                                                                     |             |                                                                                            |             |
| 20 km marcia | Elena Šumkina Russia                                                                   | 1h33'05     | Zuzana Schindlerová Rep. Ceca                                                       | 1h33'42     | Tat'jana Šemjakina Russia                                                                  | 1h34'13     |
| Staffette |                                                                                        |             |                                                                                     |             |                                                                                            |             |
| Staffetta 4x100 m | Gran Bretagna Annabelle Lewis Joey Duck Lucy Sargent Elaine O'Neill                    | 43"89       | Polonia Agnieszka Ceglarek Marika Popowicz Milena Pędziwiatr Weronika Wedler        | 43"90       | Lituania Silvija Peseckaitė Lina Andrijauskaitė Sonata Tamošaitytė Lina Grinčikaitė        | 44"09       |
| Staffetta 4x400 m | Russia Anna Sedova Ksenija Zadorina Ksenija Vdovina Ksenija Ustalova Ljudmila Močalina | 3'27"59     | Germania Esther Cremer Jill Richards Janin Lindenberg Sorina Nwachukwu Lena Schmidt | 3'29"21     | Bielorussia Maryna Liboza Kacjaryna Mišyna Hanna Tašpulatava Alena Kievič Maryja Kavaljova | 3'30"45     |
| Salti |                                                                                        |             |                                                                                     |             |                                                                                            |             |
| Salto in alto | Aleksandra Šamsutdinova Russia                                                         | 1,89 m      | Melanie Bauschke Germania                                                           | 1,89 m      | Urszula Domel Polonia                                                                      | 1,86 m      |
| Salto con l'asta | Elisaveta Ryzih Germania                                                               | 4,50 m      | Minna Nikkanen Finlandia                                                            | 4,45 m      | Vanessa Vandy Finlandia                                                                    | 4,35 m      |
| Salto in lungo | Melanie Bauschke Germania                                                              | 6,83 m      | Anastasija Mirončyk-Ivanova Bielorussia                                             | 6,76 m      | Éloyse Lesueur Francia                                                                     | 6,72 m      |
| Salto triplo | Paraskeuī Papachristou Grecia                                                          | 14,34 m     | Cristina Bujin Romania                                                              | 14,26 m     | Lilija Kulyk Ucraina                                                                       | 13,88 m     |
| Lanci |                                                                                        |             |                                                                                     |             |                                                                                            |             |
| Getto del peso | Denise Hinrichs Germania                                                               | 19,18 m     | Irina Tarasova Russia                                                               | 17,90 m     | Alena Kapec Bielorussia                                                                    | 17,72 m     |
| Lancio del disco | Eden Francis Gran Bretagna                                                             | 57,29 m     | Vera Karmišina Russia                                                               | 54,48 m     | Jade Nicholls Gran Bretagna                                                                | 54,44 m     |
| Lancio del martello | Zalina Marghieva Moldavia                                                              | 67,67 m     | Katerina Safrankova Rep. Ceca                                                       | 63,01 m     | Sarah Holt Gran Bretagna                                                                   | 62,55 m     |
| Lancio del giavellotto | Madara Palameika Lettonia                                                              | 64,51 m     | Vira Rebryk Ucraina                                                                 | 61,43 m     | Anna Wessman Svezia                                                                        | 55,91 m     |
| Prove multiple |                                                                                        |             |                                                                                     |             |                                                                                            |             |
| Eptathlon | Aiga Grabuste Lettonia                                                                 | 6396 p.     | Ol'ga Kurban Russia                                                                 | 6205 p.     | Nadežda Sergeeva Russia                                                                    | 6118 p.     |
| record mondiale; record mondiale stagionale; miglior prestazione mondiale under 23; miglior prestazione mondiale stagionale under 23; record europeo; miglior prestazione europea stagionale; miglior prestazione europea under 23; miglior prestazione europea stagionale under 23; record dei campionati; record nazionale; record nazionale under 23; record personale; record personale stagionale. |                                                                                        |             |                                                                                     |             |                                                                                            |             |

## Medagliere
Legenda
     Paese ospitante
| Posizione | Paese         | Oro | Argento | Bronzo | Totale |
| --------- | ------------- | --- | ------- | ------ | ------ |
| 1         | Russia        | 12  | 8       | 5      | 25     |
| 2         | Gran Bretagna | 7   | 6       | 5      | 18     |
| 3         | Germania      | 4   | 4       | 4      | 12     |
| 4         | Polonia       | 4   | 3       | 8      | 15     |
| 5         | Lettonia      | 3   | 0       | 0      | 3      |
| 6         | Spagna        | 2   | 1       | 0      | 3      |
| 7         | Turchia       | 2   | 0       | 0      | 2      |
| 8         | Bielorussia   | 1   | 3       | 4      | 8      |
| 9         | Francia       | 1   | 3       | 2      | 6      |
| 10        | Italia        | 1   | 2       | 1      | 4      |
| 11        | Finlandia     | 1   | 1       | 2      | 4      |
| 12        | Romania       | 1   | 1       | 0      | 2      |
| 13        | Grecia        | 1   | 0       | 2      | 3      |
| 14        | Lituania      | 1   | 0       | 1      | 2      |
| 15        | Moldavia      | 1   | 0       | 0      | 1      |
| 15        | Paesi Bassi   | 1   | 0       | 0      | 1      |
| 15        | Norvegia      | 1   | 0       | 0      | 1      |
| 18        | Ucraina       | 0   | 6       | 4      | 10     |
| 19        | Rep. Ceca     | 0   | 3       | 1      | 4      |
| 20        | Bulgaria      | 0   | 1       | 0      | 1      |
| 20        | Danimarca     | 0   | 1       | 0      | 1      |
| 20        | Ungheria      | 0   | 1       | 0      | 1      |
| 23        | Serbia        | 0   | 0       | 2      | 2      |
| 24        | Belgio        | 0   | 0       | 1      | 1      |
| 24        | Irlanda       | 0   | 0       | 1      | 1      |
| 24        | Svezia        | 0   | 0       | 1      | 1      |
| Totale    | Totale        | 44  | 44      | 44     | 132    |